# Madpakke
En madpakke er en pakke med mad, typisk smørrebrød, der medbringes med henblik på at spise den senere, ofte til frokost.
Maden i madpakken er tit pakket ind i smørrebrødspapir ("madpapir") eller sølvpapir og kan yderligere være pakket i en madkasse af metal eller plastik specielt beregnet til formålet eller bare i en plastikpose. Tidligere brugtes en Tejne lavet af træ.

## Danmark
I Danmark er det meget normalt at have rugbrød med forskelligt pålæg, f.eks.leverpostej, spegepølse, rullepølse og ost i madpakken. I andre lande er det måske mere normalt med hvidt brød.

## Galleri
- Japansk bento-madpakke
- Bentoboks, en japansk madpakke, her i en mere elegant version 
Foto: Kazuh
- Karelsk pirog - typisk ingrediens i finske madpakker
- Brødskive med pålæg indpakket i papir er en kendt norsk madpakke 
Foto: Kristin
- Smøring af dansk madpakke 
Foto: Steen Roar Hillebrecht